# Fissidens vesiculosus
Fissidens vesiculosus är en bladmossart som beskrevs av Fernand Mathieu Hubert Demaret och J. Leroy 1944. Fissidens vesiculosus ingår i släktet fickmossor, och familjen Fissidentaceae. Inga underarter finns listade i Catalogue of Life.